# Attonda coniochroa
Attonda coniochroa là một loài bướm đêm trong họ Noctuidae.